# Angelika Noack
Angelika Noack (Angermünde, 20 ottobre 1952) è un'ex canottiera tedesca.

## Palmarès

### Olimpiadi
- 2 medaglie:
  - 1 oro (Mosca 1980 nel quattro con)
  - 1 argento (Montréal 1976 nel due senza)

### Mondiali
- 6 medaglie:
  - 4 ori (Lucerna 1974 nel quattro con; Nottingham 1975 nel due senza; Amsterdam 1977 nel due senza; Cambridge 1978 nel quattro con)
  - 1 argento (Bled 1979 nel quattro con)
  - 1 bronzo (Lucerna 1982 nell'otto)

### Europei
- 3 medaglie:
  - 2 argenti (Brandeburgo 1972 nel quattro con; Mosca 1973 nel quattro con)
  - 1 bronzo (Copenaghen 1971 nel quattro con)